# ちょこパフェ
『ちょこパフェ』は、いずみによる4コマ漫画。いずみにとって初めての商業誌での連載作品であり、『まんがタイムきらら』（芳文社）2002年12月号～2005年4月号および『まんがタイム』（同）2003年7月号～2004年3月号と2004年7月号で連載された。

## 登場人物・猫

### 桂木家
桂木千代子
本作の主人公。小学4年生の女の子で、フランスからの帰国子女。自宅はケーキ店「パティスリー・ショコラ」を営む。特技はケーキ作りで、チョコレートが大好物。父親譲りの高い才能の持ち主であり、出来上がったケーキを試食しただけで使用されている食材が何処の産地の物であるか判別できる他、テレビ取材の対象になるほどのケーキを自作することもできる。鞄の中にはチョコレートがたくさん入っていて、お菓子の持ち込みがバレて望月かしわに怒られることもしばしば。チョコレートを食べないと力が出ない。歯磨きもチョコレートでしているが、あずきに止めた方が良いと指摘された。食べても太らない体質。あずきの妹であるきなこを溺愛しており、きなこが風邪をひいたと知れば人肌で温めようとしたり、自分の義妹として桂木家に養子に迎えることを考えるなど、その溺愛ぶりは度が過ぎたものがある。本人は覚えていないが、実は5年前、フランスに亘る直前にあずきと出逢っている。千代子が髪に付けている赤いリボンは元々あずきの物であり、別れる時にあずきから贈られた物である。氏名の元ネタは「ケーキ」と「チョコ」。
桂木大介
千代子の父親。天才パティシエ。「伝説のパティシエ」を呼ばれているが、その実は太ってしまって痩せるまでは人前に出られないとして店の奥にひきこもってなかなか姿を見せないようになったため。若いころから「天才パティシエ」と呼ばれ、食材は新鮮なものしか遣わないと断言する強い拘りがある。千代子によると、痩せた姿はトム・ク●ーズばりのイケメン。千代子には甘い。
氏名の元ネタは「ケーキ大好き」。
桂木珠子
千代子の母親。時折変なケーキを作る。「久木好子」という友人がおり、表向き仲は良いものの、その実はパティシエールとしてのライバルであり、全面的に仲が良いわけではない。
名前の元ネタは「卵」。

### 三井家
三井あずき
千代子のクラスメイト。自宅は和菓子屋「みつい」を営む。学校では学級委員を任されている優等生。転校してきた千代子と隣同士の席になる。実家の家業には強い思いがあり、将来は自分が実家を継ぐつもりで考えている。意地っ張りなところがある。メインキャラで準主人公的な立場であるが、千代子のことは名前ではなく「桂木さん」と苗字で呼んでいる。千代子とは何かと張り合っており、学級委員でありながら味勝負のためにお菓子を学校に持ち込んでは千代子と共にかしわに怒られることもある。きなこを溺愛している。佐藤くんが好き。本人は覚えていないが、実は5年前に千代子に出逢っている。千代子が髪に付けている赤いリボンは元々あずきの物であったが、別れる時に千代子に贈った物である。
氏名の元ネタは「蜜」と「小豆」。
三井きなこ
あずきの妹。5歳。口数は少ないがしっかり者で、渋い趣味を持つ。動物が好き。パソコンが得意でホームページを作ることができる。
名前の元ネタは「黄粉」。
おじいちゃん
あずき・きなこの祖父。「みつい」の7代目。作中では名前は明かされなかった。単行本の人物紹介によると若い頃はいろいろと悪さをしていたらしい。

### その他の人物・動物
望月かしわ
千代子やあずきたちの担任の先生。36歳、独身。年齢を誤魔化そうとし、24歳だと言い張っているが、生徒たちにはばれている。校内での服装はジャージとサンダル。結婚することが夢であるが、男運が悪く、結婚詐欺師に騙されかけることも多い。学生時代は水泳部だった。千代子やあずきから没収したお菓子は他の教師に配らず、自分一人で食べている。太った時にダイエットを敢行したが、早々に挫折。ヤケ喰いの末に食中毒を起こし、本末転倒的な形で痩せる。
氏名の元ネタは「柏餅」。
クロエ・ロシェ
千代子の幼馴染。パリ在住のお嬢様。
名前「クロエ」の元ネタはフランス菓子店「エリティエ」が販売しているミルクチョコレートのムースケーキ「クロエ」から、苗字「ロシェ」の元ネタはフランス語で「岩山」の意味である「ロシェ」からで、併せて『山のような沢山のチョコレートケーキ』の意味。
古津りんご
千代子・あずきのクラスメイト。裕福な家庭というわけではないが、比較的おっとりした性格の少女。千代子から猫を飼わないかと誘われたが猫を食べてしまうかもしれない魚を飼っているため、断った。作中では友達の女の子は2人描かれていたが、もう一人は名前の設定がなかった。
氏名の元ネタは「フルーツ」と「リンゴ」。
佐藤くん
千代子・あずき・りんごのクラスメイト。イケメンで女子にモて、多くの女子からバレンタインチョコを貰うが、本人はチョコレートや餡子が嫌い。千代子を意識している節があるが、当の千代子は佐藤に対して興味を示さなかった。あずきに想いを寄せられている。
苗字の元ネタは「砂糖」。
吉田先生
千代子たちが通う学校の先生で、かしわの同僚。運動会ではかしわと二人三脚でコンビを組み、1位になったものの、張り切りすぎたかしわに引き摺られるだけに終わった。
加藤先生
千代子たちが通う学校の体育教師で、かしわの同僚。かしわはバレンタインチョコを渡すために加藤先生の机に置いておいたが、チョコはその後に机から落下。落下したチョコを拾った加藤先生は落し物と勘違いし、拾得物として校長先生の机においておく。拾得物として届けられたチョコを自分宛てへのバレンタインチョコと勘違いして食べた校長先生は倒れて救急車で病院に運ばれてしまったが、チョコを作ったかしわ自身は校長が病院に運ばれた真相を知る由も無かった。
白雪愛子
千代子たちが通う学校の教師で、かしわの同僚。4年3組担任。大学を出たばかりの23歳で氏名が示す通りの美人。運動会で1位になるために自分のクラスの生徒に「勝ったらアイスをおごる」と明言したり、千代子にチョコレートをあげるからリレーで負けるように賄賂を持ちかける など、人を物で釣ろうとするところがあり、かしわに嫌われている。
久木好子
珠子の友人のパティシエール。自身の店を持つほか、デパートにも支店をオープンした。珠子とは学生時代（恐らくは料理学校）からの友人で仲が良い。しかし、仲の良さは表向きなものであり、実際には互いにライバル視していて全面的に仲が良いというわけではない。千代子の才能を認めているが、千代子の才能は大介からの遺伝であり、珠子からの遺伝ではないとしている。苗字の読みは「くき」もしくは「ひさき」と思われるが、ルビが無いのでどう読むのかは不明。
苗字の元ネタは「クッキー」。
トラさん
千代子が街中で見付けて保護した捨て猫。前名は不詳。当初は千代子が自宅で飼うつもりでおり、大介も協力的であったが、食品を取り扱う家業であることから珠子に飼育を反対され、飼い主を探すことになる。一度、保護を志願する女性に貰われていくも、3日後に自力で帰ってきた（理由は猫ケーキが恋しくなったから）。その後、猫ケーキの食べ過ぎにより太ってしまうが、望月かしわに貰われていく。可愛らしい容姿をしていたが、飼い主に似て人相（猫相）が悪くなる。当初は千代子により「トラ」と名付けられるが、名前をつけたら手放せなくなるという珠子からの指摘があり、「トラさん」になる。「トラさん」が正式な名前であり、この名前は飼い主が望月かしわになってからも変更されていない。
シャルロット
クロエ・ロシェが飼っているウサギ。千代子と一緒にクロエの来日を出迎えたあずきは、千代子が相手の名前を呼ぶ第一声が「シャルロット」であったため、シャルロットが人間で、クロエがウサギの名前だと思っていた。
その他
作中ではあずき・きなこの親族はおじいちゃんしか登場しておらず、両親は未登場で存在すら明示されていないが、一度だけ若い女性が接客しているシーンで登場している（ただし、姉妹との関係については触れられていない）。

## 書誌情報
- いずみ 『ちょこパフェ』 芳文社〈まんがタイムKRコミックス〉、全2巻
  1. 2004年6月11日発行、ISBN 4-8322-7509-7
  2. 2005年7月12日発行、ISBN 4-8322-7540-2